# The Hush Sound
The Hush Sound es un cuarteto indie originario del Condado de DuPage, Illinois. Inicialmente llamado "The Hush", la banda más tarde cambió su nombre a "The Hush Sound" por el descubrimiento de un rapero con el mismo nombre. La banda la integran Bob Morris en voz y guitarra, Mike Leblanc en el bajo y voz, Darren Wilson en la batería y voz, y Greta Salpeter en la voz y piano. El exmiembro de Chris Faller dejó la banda en octubre de 2008.
En el 2005, la banda lanzó su primer álbum de estudio "So Sudden". Su segundo álbum de estudio, "Like Vines", fue lanzado en 2006 bajo el sello discográfico independiente, Fueled by Ramen. Su tercer álbum, Goodbye Blues, fue grabado en octubre y noviembre de 2007 en Los Ángeles y fue lanzado el 18 de marzo de 2008. 
The Hush Sound se encuentra actualmente en receso.

## Historia
The Hush Sound fue fundado por Greta Salpeter y Bob Morris. Los dos se conocieron cuando Greta estaba en 7.º grado y mientras Bob se encontraba en 10.º grado. Bob era actor y músico especializado en rock, mientras que Greta era una pianista especializada en música clásica.
La banda se formó oficialmente en el 2005, a finales de 2004, al escribir canciones que la misma consideró dignas de publicar. En sus primeros trabajos, la banda se dedicaba principalmente a componer música acústica. Una vez que la banda decidió que un piano y una guitarra no eran suficientes para el sonido que deseaban hacer, los miembros comenzaron a buscar un baterista y un bajista dispuestos a unirse a su banda. Pronto reclutaron al bajista Chris Faller y al baterista Darren Wilson, quienes habían sido anteriormente parte de una banda juntos llamada "Until Sundown".
A finales de marzo del 2005, The Hush Sound llevó su música en el estudio para grabar su primer álbum completo. El estudio fue la Galería de Alfombras ubicada en Villa Park, Illinois, dirigido por el propietario Brian Zieske. Lo llamaron "So Sudden", una reflexión sobre cómo las cosas se mueven rápidamente para la banda. Lanzaron su primer álbum sin ningún apoyo de ninguna disquera en aquel momento, sin embargo logró vender 300 CD en tan sólo dos noches. 
Cinco meses después, la banda comenzó a presentarse en vivo. Poco después, el grupo captó la atención de Pete Wentz de Fall Out Boy. El día en que lanzaban "So Sudden" en Purevolume, Ryan Ross, antes de Panic! at the Disco, descubrió su página y se la pasó a Pete Wentz. A Wentz, que le gusto lo que escuchaba, le envió a la banda un correo electrónico, informándoles que estaba interesado en introducirlos en su sello discográfico Decaydance Records.
The Hush Sound pronto firmó con Decaydance Records. So Sudden fue relanzado bajo ese sello y la banda de inmediato se dedicó a escribir su segundo álbum. "Like Vines" fue grabado en marzo del 2006 en el transcurso de tres semanas con el productor Sean O' Keefe y coproductor Patrick Stump de Fall Out Boy.
El 23 de octubre de 2008, se anunció en el MySpace oficial de la banda que el bajista Chris Faller había decidido dejar la banda para dedicarse a otros intereses musicales, y que Mike LeBlanc, quien había viajado con ellos anteriormente en su tour "Dance Across the Country Tour", tocaría temporalmente el bajo en lugar de Faller.
El 13 de abril de 2009, Morris anunció a través de su Twitter de que la banda estaría "de vacaciones por plazo determinado".
Salpeter y Morris han iniciado nuevos proyectos, Salpeter en Gold Motel y Morris en el equipo de debate, con la intención de lanzar nuevo material en el 2009 o 2010.

## Discografía

### Álbumes de estudio
| Título        | Fecha de Lanzamiento  | Discográfica               |
| ------------- | --------------------- | -------------------------- |
| So Sudden     | 11 de octubre de 2005 | Decaydance/Fueled by Ramen |
| Like Vines    | 6 de junio de 2006    | Decaydance/Fueled by Ramen |
| Goodbye Blues | 18 de marzo de 2008   | Decaydance/Fueled by Ramen |

### Sencillos
| Título                     | Fecha de Lanzamiento | Álbum         |
| -------------------------- | -------------------- | ------------- |
| "Crawling Towards the Sun" | 2005                 | So Sudden     |
| "We Intertwined"           | 2006                 | Like Vines    |
| "Wine Red"                 | 2006                 | Like Vines    |
| "Honey"                    | 2008                 | Goodbye Blues |
| "Medicine Man"             | 2008                 | Goodbye Blues |

### Compilaciones
| Título                       | Fecha de Lanzamiento | Discográfica                | Canción                                              |
| ---------------------------- | -------------------- | --------------------------- | ---------------------------------------------------- |
| Snakes on a Plane: The Album | 15 de agosto de 2006 | New Line Records/Decaydance | "Wine Red" (Tommie Sunshine's Brooklyn Fire Retouch) |

- Datos: Q1474836
- Multimedia: The Hush Sound / Q1474836